# Ostallgäu
Ostallgäu là một huyện ở bang Bayern, Đức. Huyện này giáp các huyện (từ phía tây theo chiều kim đồng hồ): Oberallgäu, Unterallgäu, Augsburg, Landsberg, Weilheim-Schongau và Garmisch-Partenkirchen và bang của Áo Tyrol. Thành phố Kaufbeuren nằm ở trong huyện này nhưng về mặt hành chính không thuộc huyện..
Huyện đã được lập năm 1972 thông qua việc sáp nhập các huyện cũ Kaufbeuren, Marktoberdorf và Füssen.

## Xã và đô thị
| Thị trấn                              | Xã | |
| ------------------------------------- | --- | --- |
| 1. Buchloe 2. Füssen 3. Marktoberdorf | 1. Aitrang 2. Baisweil 3. Bidingen 4. Biessenhofen 5. Eggenthal 6. Eisenberg 7. Friesenried 8. Germaringen 9. Görisried 10. Günzach 11. Halblech 12. Hopferau 13. Irsee 14. Jengen 15. Kaltental 16. Kraftisried 17. Lamerdingen 18. Lechbruck 19. Lengenwang 20. Mauerstetten 21. Nesselwang | 1. Obergünzburg 2. Oberostendorf 3. Osterzell 4. Pforzen 5. Pfronten 6. Rettenbach am Auerberg 7. Rieden 8. Rieden am Forggensee 9. Ronsberg 10. Roßhaupten 11. Rückholz 12. Ruderatshofen 13. Schwangau 14. Seeg 15. Stötten 16. Stöttwang 17. Unterthingau 18. Untrasried 19. Waal 20. Wald 21. Westendorf |